# Buck Shelford
Pour les articles homonymes, voir Shelford.

a Compétitions nationales et continentales officielles uniquement.

b Matchs officiels uniquement.
Buck Shelford, de son vrai nom  Wayne Thomas Shelford, né le 13 décembre 1957 à Rotorua, est un joueur néo-zélandais de rugby à XV évoluant au poste de troisième ligne centre. International All Blacks à 22 reprises entre 1986 et 1990, il remporte la première édition de la coupe du monde en 1987.

## Carrière
En 1985, il dispute son premier match sous le maillot noir lors d'une rencontre face au club argentin de Club Atletico San Isidro à Buenos Aires le 12 octobre 1985. En juin de l'année suivante, il fait partie de la tournée des Cavaliers en Afrique du Sud. C'est en novembre de la même année qu'il obtient sa première cape avec les All Blacks, lors d'une victoire 19 à 7 à Toulouse face à l'équipe de France. En fin de rencontre, alors que les Blacks mènent 9 à 7, il profite d'une mêlée tournée et enfoncée pour ramasser la balle et inscrire un essai. Lors du deuxième test de la tournée, rencontre connue sous le surnom de bataille de Nantes, il subit plusieurs blessures, dont une déchirure du scrotum puis une commotion cérébrale qui l'oblige à sortir.
Lors de la première coupe du monde, en 1987, il dispute deux des rencontres de la phase de poule, puis le quart de finale face à l'Écosse, la demi-finale face au pays de Galles où il inscrit deux essais dont le premier après seulement deux minutes sur une mêlée, et la finale victorieuse sur le score de 29 à 9 contre l'équipe de France à Auckland. Un mois plus tard, il remporte la Bledisloe Cup contre l'Australie grâce à une victoire 30 à 16 à Sydney. En octobre et novembre de la même année, il est désigné capitaine d'une sélection néo-zélandaise qui se rend en tournée au Japon, mais ne dispute pas de test. L'année suivante, il est pour la première fois capitaine lors d'un test en mai face aux Gallois, rencontre remportée 52 à 3 et où il inscrit un essai.
Il dispute quatre autres tests avec les All Blacks durant cette année, une semaine plus tard face à ces mêmes Gallois, et trois rencontres face aux Wallabies dans le cadre de la Bledisloe Cup, victoire à Sydney, nul à Brisbane et victoire de nouveau à Sydney. Durant cette dernière tournée en Australie, il participe à sept autres rencontres, dont deux en tant que remplaçant, obtenant sept victoires, inscrivant des essais face Western Australia, le club de Randwick, deux face au Queensland B et un face à la Nouvelle-Galles du Sud.
En 1989, Buck Shelford retrouve les Français avec les Néo-Zélandais, qui disputent huit rencontres lors de cette tournée, dont deux tests, remportés 25 à 17 à Christchurch et 34 à 20 à Auckland par les All Blacks. Ces derniers remportent ensuite deux tests face aux Pumas argentins, 60 à 9 à Dunedin et 49 à 12 à Wellington, avant de conserver la Bledisloe Cup en s'imposant 24 à 12 face à l'Australie à Auckland. En fin d'année, les All Blacks se rendent en tournée en Europe, Shelford conduisant son équipe à quatre victoires contre des équipes galloises, Cardiff, Swansea, Llanelli et Newport avant une victoire 34 à 9 face à la sélection galloise. Il remporte ensuite des matchs contre le Munster et le Connacht avant de battre l'Irlande sur le score de 23 à 6. La dernière rencontre de la tournée voit les All Blacks s'imposer 21 à 10 face aux Barbarians.
Il dispute les deux premiers matchs des All Blacks en 1990, face à l'Écosse, victoire 31 à 16 à Dunedin puis 21 à 18 à Auckland. Les sélectionneurs décident ensuite de ne pas le sélectionner pour les trois tests de la tournée des Wallabies en Nouvelle-Zélande. Ces derniers mettent fin à une série de 23 tests sans défaite, 22 victoires et un nul. Les non sélections de Shelford sont mal vues de la part des supporteurs néo-zélandais qui réclament le retour de l'ancien capitaine par « Bring Back Buck ».
Juste après la coupe du monde, il rejoint la France pour la saison 1988-1989 avec son beau-frère le pilier All Black Steve McDowall, qui se fait alors appeler McDowell, pour évoluer avec le TOEC.
Il s’est ensuite reconverti comme entraîneur, prenant en charge l'équipe de North Harbour en 1998. Il est entraîneur des Saracens de 2002 à 2003.

## Haka
L'équipe néo-zélandaise pratique depuis ses premières tournées un haka. Toutefois, celui-ci n'est pas exécuté sur le sol néo-zélandais. De plus, celui-ci n'est pas rigoureux, incompris par une partie des joueurs, notamment des « Pakeha », surnom donné aux joueurs d'origines européennes. Ceux-ci doivent apprendre les mouvements qui le composent auprès des Maoris. Après une telle demande qui lui est faite lors de la tournée en Argentine en 1985, Buck Shelford, aidé par Hika Reid, autre joueur All Blacks, sollicite un vote au sein du groupe de joueurs pour décider si le haka doit être exécuté, et dans ce cas parfaitement, ou ne pas l'être. Après le vote en faveur de sa conservation, de véritables séances d'entraînements sont pratiquées pour que tous le pratiquent dans le respect de la tradition maori. Shelford est également à l'origine des négociations avec les « kaumatua », ainés chez les Maoris, pour pouvoir également exécuter le haka sur le sol néo-zélandais,.

## Palmarès
- Vainqueur de la Coupe du monde en 1987

## Statistiques
Buck Shelford dispute 22 tests avec les All Blacks, tous en tant que titulaire, entre le 8 novembre 1986 à Toulouse contre l'équipe de France et le 23 juin 1990 à Auckland contre l'Écosse. Lors de ces 22 tests, il ne concède qu'une seule défaite, en 1986 à Nantes face à la France et un nul contre l'Australie à Brisbane en 1988.
Il participe à la première édition de la coupe du monde en 1987, disputant cinq rencontres, contre l'Italie, les Fidji, l'Écosse, le pays de Galles et la finale victorieuse contre la France, et inscrivant deux essais face aux Gallois.
Il est capitaine lors de quatorze des 22 rencontres. Durant la période où il remplit cette fonction, entre le 28 mai 1988 contre le pays de Galles et le 23 juin 1990 contre l'Écosse, les All Blacks restent invaincus, concédant un seul nul face aux Wallabies.
Il participe également à 26 autres rencontres avec les All Blacks, portant ainsi son nombre de match disputé à 48 depuis le 12 octobre 1985 à Buenos Aires contre le club de Club Athletico San Isidro, pour un total de 88 points, 22 essais, et son nombre de capitanat à 31,.

## Sources